# Fais pas le clown !
Fais pas le clown ! (The Clown) est un roman policier de l’écrivain australien Carter Brown publié en 1972 aux États-Unis, et en 1973 en Australie. 
Le roman est traduit en français en 1973 dans la Série noire. La traduction, prétendument "de l'américain", est signée Annette Vincent-Harmel. C'est une des nombreuses aventures du lieutenant Al Wheeler, bras droit du shérif Lavers dans la ville californienne fictive de Pine City ; la trente-septième traduite aux Éditions Gallimard. Le héros est aussi le narrateur.

## Résumé
Nina Janos est soulagée lorsque, rentrant prématurément d'une soirée costumée chez des amis, elle trouve un clown égorgé dans sa bibliothèque : elle pense être débarrassée de son mari, qu'elle qualifie de "parfait salaud", et qui était censé être à Los Angeles pour ses affaires. Mais au démaquillage, il apparaît que la victime n'est que le bras droit de Ludovic Janos, Alton Chase. D’ailleurs, le mari - qui qualifie son épouse de nymphomane - est rentré chez lui bien vivant, au grand désespoir de l'éphémère veuve, qui avoue ne l'avoir épousé que pour son argent. Chez les amis, où la fête continue, Al Wheeler découvre qu'il y avait bien un clown au début de la soirée, et peut-être même deux. Dans un milieu où l'on mélange argent, alcool, sexe et haine, Ludovic Janos apparaît comme l'homme à abattre, celui que tout le monde jalouse et déteste. Mais ce n'est pas lui qui est mort...

## Personnages
- Al Wheeler, lieutenant enquêteur au bureau du shérif de Pine City.
- Le shérif Lavers.
- Annabelle Jackson, secrétaire du shérif.
- Doc Murphy, médecin légiste.
- Ed Sanger, technicien du laboratoire criminel.
- Ludovic Janos, dirigeant la JANOS S.A., Prospection et Merchandising.
- Nina Janos, son épouse.
- David Shepley, inventeur, organisateur de la soirée costumée.
- Marta Shepley, son épouse.
- Isobel Maruman, avoué spécialiste des brevets d'invention, travaillant pour Janos et Shepley.
- Anderson, inventeur.
- George Rivers, comptable de Ludovic Janos.
- Gil Hayland, avocat de Ludovic Janos.

## Édition
- Série noire no 1637, 1973,  (ISBN 2070486370).